# Hechinger Gießkännchen-Prozesse
Als Hechinger Gießkännchen- oder Gießkännle-Prozesse wird eine Prozesswelle bezeichnet, die 1889 in Hechingen aus nichtigem Anlass ihren Anfang nahm, sich in der Folge bis Frankfurt, Stuttgart und Heilbronn ausweitete und dadurch ein Stück preußische Justizgeschichte schrieb.

## Vorgeschichte
Am 8. April 1850 war das Fürstentum Hohenzollern-Hechingen als Teil der Hohenzollernsche Lande an das Königreich Preußen gefallen. Der seitdem stattfindende Aufbau preußischer Justiz- und Verwaltungsstrukturen stieß bei der einheimischen, schwäbischen Bevölkerung auf breite Ablehnung. Als es 1889 zu einer gerichtlichen Auseinandersetzung kam, weil sich ein Referendar des Landgerichts Hechingen von einem Artikel in der zur Fastnacht erscheinenden Hechinger Narrenzeitung persönlich verunglimpft fühlte, verschlechterte sich das Verhältnis zwischen den örtlichen Justizbeamten und der Bevölkerung weiter.

## Beginn und Verlauf
An einem Sommertag des Jahres 1889 spazierte der Landrichter Carl Degenhard Menzen mit seiner Ehefrau über den Hechinger Marktplatz und sah, wie einige auf der Straße spielende Kinder – unter ihnen der Sohn des Hofapothekers Obermiller – mit einem kleinen Gießkännchen Wasser verspritzten. Menzen, in Sorge um das teure Kleid seiner Ehefrau, rief den Kindern mehrfach zu, sie mögen damit aufhören. Als diese keine Reaktion zeigten, geriet der Landrichter in Rage und meldete den Vorfall im nur wenige Schritte entfernt liegenden Rathaus. Daraufhin erhielt der Hofapotheker eine polizeiliche Verwarnung, die diesen wiederum so erregte, dass er den preußischen Landrichter mit Schimpfworten überzog. Damit war der Tatbestand der Beamtenbeleidigung erfüllt. In ihrem Bemühen, sich innerhalb der neuen, juristisch-politischen Gegebenheiten korrekt zu verhalten, leitete die einheimische Polizei ein Ermittlungsverfahren ein, in dessen Rahmen 15 Zeugen vor Gericht geladen wurden.
Kurze Zeit später veröffentlichte der Hofapotheker Obermiller in mehreren Lokalzeitungen eine Anzeige unter dem Titel: „Das Gießkännchen: Beamtenthum und Plebs“, in der er den unglücklichen Versuch unternahm, die Gegenpartei ins Unrecht zu setzen. Diese Anzeige wurde von mehreren süddeutschen Zeitungen aufgegriffen und der regional geprägten Abneigung gegen alles Preußische entsprechend kommentiert. Nun eskalierte die Angelegenheit vollends, denn die Justiz ermittelte fortan nicht mehr wegen Beamtenbeleidigung, sondern wegen „Verächtlichmachung von Staatseinrichtungen“. Hausdurchsuchungen wurden angeordnet, und nachdem diese ergaben, dass einige Hechinger Bürger in Briefkontakt mit der Presse standen, und die aufgefundenen Briefe zudem Äußerungen enthielten, welche preußische Beamte diffamierten, griff die Obrigkeit mit aller Härte durch: nach weiteren Hausdurchsuchungen in Frankfurt, Stuttgart, Heilbronn und Ebingen wurde eine Brief- und Telegrammsperre gegen fünf Hechinger Bürger und gegen vier Zeitungen (darunter die „Frankfurter Zeitung“) verhängt. Im Rahmen der Ermittlungen mussten 65 Hechinger Bürger unter Eid Aussagen. Insgesamt wurden 19, teils mehrjährige Gerichtsprozesse an verschiedenen Standorten geführt.

## Ende
Das vergnügte Kinderspiel mit einem Gießkännchen voll Wasser endete für einige Privatpersonen, darunter der Apotheker Obermiller, und mehrere Zeitungsredakteure mit Geldstrafen und vor allem mit hohen, selbst zu tragenden Prozesskosten. Aber auch für die Gegenseite hatte die Angelegenheit im Nachhinein Konsequenzen, und zwar in der Form, dass Beamte strafversetzt wurden, die die Verhältnismäßigkeit der Mittel zu sehr missachtet hatten. Für den Landrichter Menzen blieben die Gießkännchen-Prozesse folgenlos, da er selbst keine gerichtlichen Verfahren angestrengt hatte.
Von den Hechinger Ereignissen profitierten neben einigen Rechtsanwälten vor allem die lokalen Goldschmiede, denn in Hechingen und Umgebung trug die einheimische Bevölkerung seit den oben beschriebenen Ereignissen zum Zeichen des Widerstands gegen die preußische Obrigkeit kleine silberne Anhänger in Form eines Gießkännchens.